# خیابان سلطان قابوس
خیابان سلطان قابوس یا بزرگراه سلطان قابوس یک بزرگراه اصلی در شهر مسقط پایتخت عمان است که به خاطر قابوس بن سعید نام‌گذاری شده‌است.

این خیابان به مناطق زیر دسترسی دارد:
- شهر سلطان قابوس
- فرودگاه بین‌المللی مسقط
- موزه کودکان عمان
- سالن اپرای سلطنتی مسقط